# Pietizmus

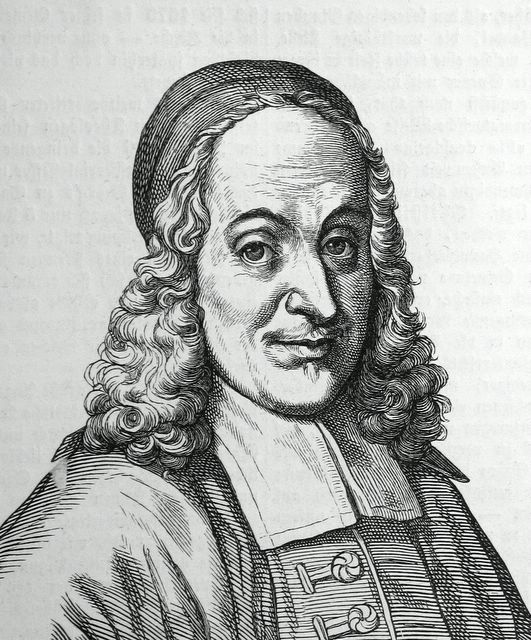
Philipp Jacob Spener

A pietizmus jámbor vallási megújító mozgalom, amely középpontjában a keresztény spiritualitás áll. A 17. század második felében alakult ki, a kontinentális európai protestantizmus legfontosabb reformmozgalma volt. Fő képviselőjének és atyjának Philipp Jacob Spener teológust tekintik. Az irányzat nagyon befolyásosnak bizonyult az egész protestantizmusban és arra inspirálta John Wesley anglikán papot, hogy elindítsa a metodista mozgalmat.
Teológiai-tudományos nézőpontból a pietizmus általában a 17. és 18. századi klasszikus pietizmust jelenti. A mindennapi egyházi és keresztény életben a későbbi – és jelenlegi, hasonló tartalmú és célú mozgalmakat is – néha a pietistának nevezik.
A klasszikus pietizmus személyes, egyéni, élő hitet hirdetett, amely a Biblián alapul, és megváltoztatja az egyén életét, azaz hatással van a megélt mindennapi életre (pontosabban az egyén engedi, hogy a hite hatással legyen a viselkedésére, hosszabb távon a személyiségére). Nem elsősorban külső cselekedetekről és rituálékról van szó, hanem az ember „belső átalakulásáról” (újjászületéséről) , akit aztán Isten és a keresztény üzenet annyira „megérint, megragad és beteljesít”, hogy az kívül, az életében is megnyilvánul. A pietizmusban nagyon fontos továbbá a keresztények egymás közötti felekezetközi közössége és a laikusok elkötelezettsége.

## A szó jelentése
A pietizmus latin eredetű szó, a pietas szóból ered. Szótári alakja: pietas, -atis, f., amelynek jelentései: ájtatosság, istenfélés, vallásosság, igazság, igazságosság, szelídség, jóság, kegyesség.

## Története
A fogalom 1677-ben tűnt fel Németországban, de gyökerei az 1600-as évek elejére nyúlnak vissza. 1605-ben jelent meg Johann Arndt Vom wahren Christenthume (Az igazi kereszténységről) című műve, majd 1617-ben Johann Valentin Andreae Invitatio fraternitatis Christi (Meghívás Krisztus testvériségére) című munkája, valamint a kálvinista Coccejus irataiban is már megtalálhatóak a pietizmus gyökerei. 
A 17. században élt Jacob Spenert tartják a pietizmus fő képviselőjének. Neki és barátainak szintén nagy szerepük volt a mozgalom elterjesztésében. Spener Frankfurt am Mainban, a saját házában mint lelkész tartott összejöveteleket, ahol a protestáns egyház és a teológiai nézetek megújulását sürgette. 1675-ben megjelent Pia desideria (Jámbor kívánságok) című munkáját tekintik az evangélikus pietizmus fő művének, amelyben egyrészt a kora egyházának állapota miatt siránkozik, másrészt reformot dolgozott ki. Ez a program: a Biblia ismeretét javító találkozók bevezetése, a „laikusok” részvétele a gyülekezeti életben, átállás a hit ismeretéről a hit inspirálta cselekvésre, a felekezeti vita korlátozása, a "belső ember" nevelése.
Theodor Undereyck (1635–1693) német teológust a református pietizmus „atyjának” tartják.
A pietizmus szó a pietista (jámborkodó) jelzőből származik, amelyet kezdetben néhány, a Lipcsei Egyetemen tanító ifjú docens csúfneveként használtak és csak később nyert pozitív értelmet. 1689-ben a docensek a hallgatókat és a polgárokat az Újszövetségről kezdték tanítani, és ők maguk is szemlélődő életmódot folytattak. Azonban később be kellett szüntetniük az előadásokat, sőt, összejöveteleket sem tarthattak a városban. A harcos III. János György uralkodása alatt a város vezetői a konvektikulumokat (vallásos összejöveteleket) rendzavarónak minősítette. August Hermann Francke lipcsei docens Erfurtba távozott, de előadásait ott sem tarthatta meg. Spener közbenjárására az újonnan megalapított Hallei Egyetemen tanári státuszt kapott, és barátai is a városban telepedtek le, így Halle az 1690-es évektől Francke vezetésével a pietizmus központja lett. A "hallei pietizmust" a világtól való elszakadó, ám erős tevékenységbuzgóság is jellemezte.
A 17. század első felének másik befolyásos embere Jakob Böhme volt, akinek tevékenysége inkább a radikális pietizmusra  emlékeztet, amely a pietizmus misztikus változata.
A radikális pietisták különbséget tesznek az igaz és a hamis kereszténység között, és azt tartják, hogy az utóbbit a bevett egyházak képviselik. Elváltak a bevett egyházaktól, hogy megalakítsák a saját felekezetüket.
A mozgalom 1670 és 1750 között terjedt el, és az egyéni jámborságot valamint a protestáns egyház egészét kívánta megújítani. 
1730 körül a württembergi pietista mozgalom nagyrészt radikális pietista beállítottságú volt. Főleg Spener elveit követve tiltakoztak a díszes öltözködés, a dohányzás, az ivás, a tánc, a vígjátékok, a kártyajátékok és radikális formában mindenféle szórakozás, játék és zene ellen.
A württembergi pietizmus legmeghatározóbb alakja Johann Albrecht Bengel  (1687–1752) volt, aki biblikus és üdvtörténeti teológiájával hatott Württemberg fiatal lelkipásztorainak nagy részére. Fontos tanítványai voltak Philipp Friedrich Hiller lelkész (1698–1769) a tübingeni teológiaprofesszor, Jeremias Friedrich Reuß (1700–1777), aki a württembergi lelkészek egész generációjára volt hatással, valamint Johann Christian Storr (1712–1773), Friedrich Christoph Oetingert (1702–1782), aki számos más hagyományt is beépített a teológiájába és Philipp Matthäus Hahn (1739–1790).
1750 után a pietizmus a különböző protestáns egyházakban más és más formában jelent meg. I. Napóleon uralkodása idején nagymértékben megerősödött a mozgalom. 

### Hatása
A mozgalom francia katolikus változata a kvietizmus, amely a szentségek közvetítő szerepével szemben az Istennel való egyéni párbeszédben megnyilvánuló miszticizmust hirdeti.
A pietizmus erősen hatott John Wesley-re és a metodizmus többi megalapítójára a 18. századi Nagy-Britanniában, különösen a morva testvérek és a hallei csoporthoz kötődő pietista csoportokon keresztül.
A pietizmus olyan személyek életére és munkásságára is hatással volt, mint Immanuel Kant és Lessing stb.
Sok szempontból úgy tűnik, hogy Kant Vallás az értelem határain belül (1793) című műve a Pia desiderata-ra támaszkodik.
Hasonló jámborsági mozgalmak azonosíthatók a 17. és 18. századi hollandiai és angliai nem evangélikus, protestáns egyházakban. A 17. és 18. századi holland református egyházban ezt a mozgalmat „További reformáció”nak (Nadere Reformatie) nevezték, amely máig nagy tekintéllyel bír a reformátusok körében. 
A 19. században Európa egyes részein a pietizmus új ébredése jelent meg, amelyet újjászületési mozgalomnak is neveznek. Az észak-amerikai evangelikálokat néha pietista mozgalomként is jellemzik.
A 19. században Norvégiában a pietizmus a haugeanizmusban folytatódott. (Hauge neve után elnevezve.)

### A befolyásolt személyek
A pietizmus által befolyásolt gondolkodók/teológusok/filozófusokː
- Immanuel Kant
- Franz von Baader
- Friedrich Schleiermacher
- Friedrich Hölderlin
- Georg Wilhelm Friedrich Hegel
- Hans Nielsen Hauge
- Friedrich Wilhelm Joseph Schelling
- Friedrich Engels
- Rudolf Kögel, német protestáns teológus
- Hermann Niehaus, az Új Apostoli Egyház (NAK) második főapostola
- Johan Oscar Smith, norvég haditengerészeti tiszt, a Brunstad Keresztény Egyház alapítójaként tartják számon
- Christian Röckle, német misszionárius és evangélista

politikusokː
- Otto von Bismarck, német birodalmi kancellár
- Georg Michaelis, német birodalmi kancellár
- Gustav Heinemann
- Johannes Rau
- Christina Rau, politológus

## Nézetei, tanítása
A pietizmus feleslegesnek tartja a hitbeli kérdésekről való vitatkozást és a dogmatikát, ehelyett a gyakorlati keresztény élet fontosságát hangsúlyozza. 
Nézete szerint a reformáció nem lezárt történés, hanem folyamat. Központi témája a bűn és a kegyelem, a régi életből az újba való újjászületés, amely a megtéréskor tanúsított és a tökéletes életre vezető bűnbánatban jelenik meg. Az újjászületettek a nagy csoporton belül külön kis csoportot alkottak, a konventikulumot. Nekik társaik előtt tanúskodniuk kellett annak érdekében, hogy a világ Isten országává váljon. A pietisták magukra, mint Isten választottaira tekintettek, a többi emberre pedig mint a világ gyermekeire.
A pietizmus a vakbuzgósággal szöges ellentétben igen komoly hangsúlyt fektetett arra, hogy mindenki pontosan tudhassa és érthesse, hogy miben is hisz. Ezért a buzgó pietisták tanítottak, terjesztették az ismereteket. A pietista korálok szövegei is sokszor szisztematikusan tanító jellegűek.
- A gyakorlati keresztény élet

A pietizmus középpontjában a keresztény üzenetnek az egyén életét megváltoztató dimenziója áll: a megélt életre, az élet vitelére gyakorolt hatás. Arról az élő hitről van szó, amely „a keresztény élet és tettek gyakorlatában bizonyul”.
A pietizmus azzal a céllal jelent meg, hogy „befejezze a befejezetlen reformációt, vagy kiegészítse a tanítás reformációját egy (második) életreformációval”. A mozgalom bírálta azt a tényt, hogy a „protestáns ortodox” reformációnak a dogmatika és az intézményesség az elsődleges. A pietizmus ezzel szemben az élő hitet állítja a középpontba.
Nikolaus Zinzendorf például „a szív vallásáról” beszél, amely Krisztus és a hívők közötti bensőséges, személyes kapcsolaton alapul.
- Biblia-orientált

A pietizmusban központi szerepet játszik a bibliai szövegek vizsgálata. Mind a személyes, egyéni bibliatanulmányozást, mind a közös  bibliatanulmányozást gyakorolják. A pietizmus a Biblia-orientált életet hirdeti a keresztények számára.
- A közösség

A keresztény közösség élete nagyon fontos: a közös bibliatanulmányozást és imádságot űző csoportok (bibliaórák vagy házi bibliacsoportok) gyakran hasonló vagy nagyobb jelentőséggel bírnak, mint az egyházi szertartások.
- A laikusok fontosságának hangsúlyozása

A pietizmus minden hívő papságát hangsúlyozza. A teológusok mellett a vallási képzettséggel nem rendelkező laikusokat is megbecsülik és prédikátorként értékelik őket.
- Új élet, új személy.

Az „újjászületés” nagyon fontos szerepet játszik a pietizmusban.
Az Istennel való személyes kapcsolat kiemelkedő.

## A pietisták
Lelkipásztori munkájukat a Biblia népszerűsítése (olvasás és bibliaóra tartása), a személyes kapcsolattartás, a lelki gondozás, a konfirmáció újraélése és a hitoktatás adta. Az egyes személyekre fordított figyelem miatt az újkori individualizmus és a romantika előfutára lett, és a későbbi szekularizációban is nagy szerepe lett. A pietisták célja az volt, hogy az őskeresztények vallási életét éljék. Ezért legfontosabb iratuk a Szentírás volt, a hagyományokat figyelmen kívül hagyták. A vallási gyakorlat fontosabb volt számukra, mint az elméleti teológia, és a biblikus tudomány is előnyt élvezett a dogmatikával szemben. A mozgalom átalakította a protestáns prédikációkat és az énekeket is, bőséges és értékes irodalmat hozott létre. A pietizmus hallei ága nagyban hatott a metodistákra is, és – annak ellenére, hogy a dogmákat és a hivatalos, látható egyházat a háttérbe szorította – összefogta a protestáns egyházakat, és a katolikusokkal is jó viszonyt tartott fenn. A mozgalom tehát nem határolódott el a többi egyháztól, sőt magukra sem úgy tekintettek, mint felekezetre.

## Magyar pietisták

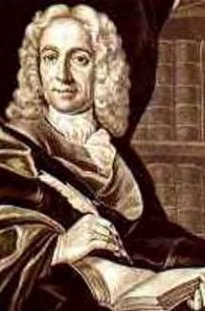
Bél Mátyás

A magyarországi pietista lelkészek a Halléban tanult evangélikus lelkészjelöltek közül kerültek ki. A rózsahegyi zsinat elítélte őket a Felvidéken, de a dunántúli egyházkerületben akadálytalanul terjedhetett a mozgalom. 
A 18. századi nevesebb képviselők közé tartozott Torkos András, Hegyfalusi György, Bél Mátyás, Bárány György, mindkét Sartorius János, Miletz Illés és Simonides János. Ők honosították meg hazánkban a konfirmációt, nagy gondot fordítottak a hitoktatásra és fejlesztették az egyházi énekeket is. A korabeli magyar evangélikus egyházi irodalom nagy része is tőlük származik.

## További irodalom
- Feller, Joachim: Sonnet. In: Luctuosa desideria Quibus […] Martinum Bornium prosequebantur Quidam Patroni, Praeceptores atque Amici. Lipsiae [1689], [2]–[3]. (Faksimile in: Reinhard Breymayer (Hrsg.): Luctuosa desideria. Tübingen 2008, 24 – 25.) – Cf. Martin Brecht: Geschichte des Pietismus, I, 4.
- Csepregi, Zoltán: Magyar pietizmus, 1700–1756 : tanulmány és forrásgyűjtemény a dunántúli pietizmus történetéhez, Budapest, Teológiai Irodalmi Egyesület, 2000
- Font, Zsuzsa: Erdélyiek Halle és a radikális pietizmus vonzásában, Szeged, József Attila Tudományegyetem, 2001
- Font, Zsuzsa: Halle – pietizmus – Erdély : fejezetek a "moribunda Transylvania" művelődésének német kapcsolataiból, Szeged, JATEPress, 1997
- A pietismus paedagogikája : Spener, Francke és a magyar pietista nevelők / Payr Sándor. Megjelenés:  Pozsony : Wigand Ny., 1908.
- A magyar lélek és a pietizmus / Nagy István. Megjelenés:  Kisújszállás : Csapp Ny., 1926.
- Nagy, István: A magyar lélek és a pietizmus, Kisújszállás, Csapp Nyomda, 1926
- Szent-Iványi, Béla: A pietizmus Magyarországon, Budapest, Egyetemi Nyomda, 1936
- Wallmann, Johannes: A pietizmus; ford. Szabó Csaba; Kálvin, Bp., 2000
- Csepregi Zoltán: Magyar pietizmus 1700–1756. Tanulmány és forrásgyűjtemény a dunántúli pietizmus történetéhez; Teológiai Irodalmi Egyesület, Bp., 2000 (Adattár XVI-XVIII. századi szellemi mozgalmaink történetéhez)
- Font Zsuzsa: Erdélyiek Halle és a radikális pietizmus vonzásában; SZTE, Szeged, 2001
- Richly Gábor: A finn ébredési mozgalmak. In: Ablonczy Balázs (szerk.): Hagyomány, közösség, művelődés; Budapest, 2002
- Megújulás és megmaradás. Fabiny Tibor-emlékkönyv; szerk. Korányi András; Luther, Bp., 2009
- Szelestei Nagy László: Eszmék és arcok a 18. századi Magyarországról; Universitas, Bp., 2010 (Historia litteraria)
- Szelestei Nagy László: Tanulmányok a 17-18. századi magyarországi művelődésről; Szt. István Társulat, Bp., 2019